# Flatter-Binse

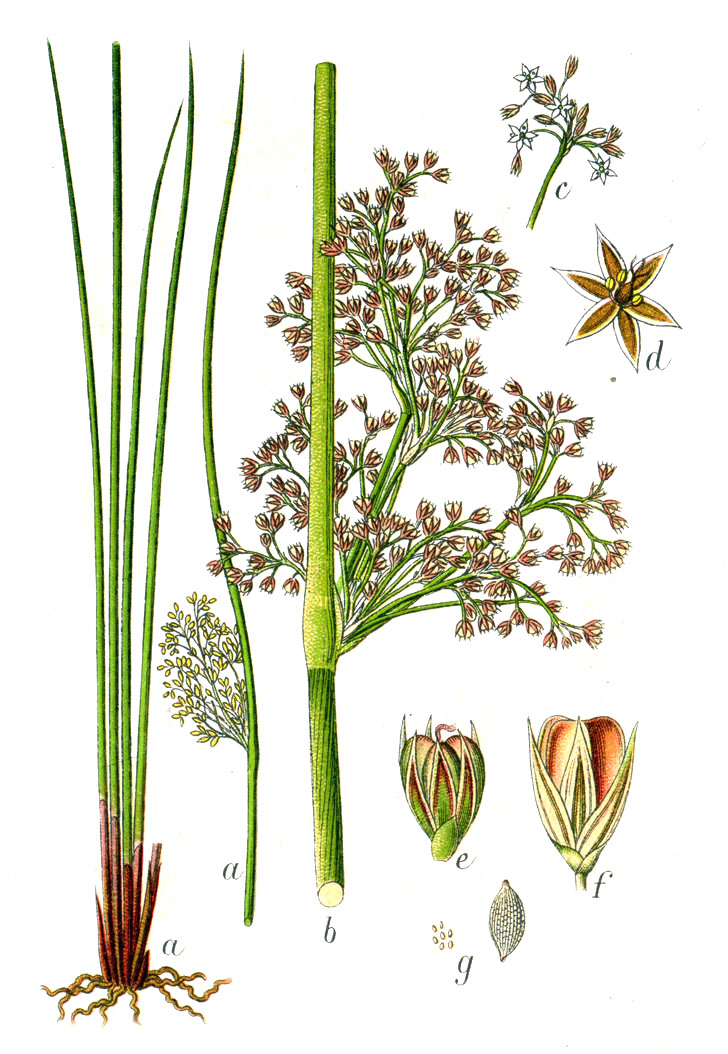
Illustration

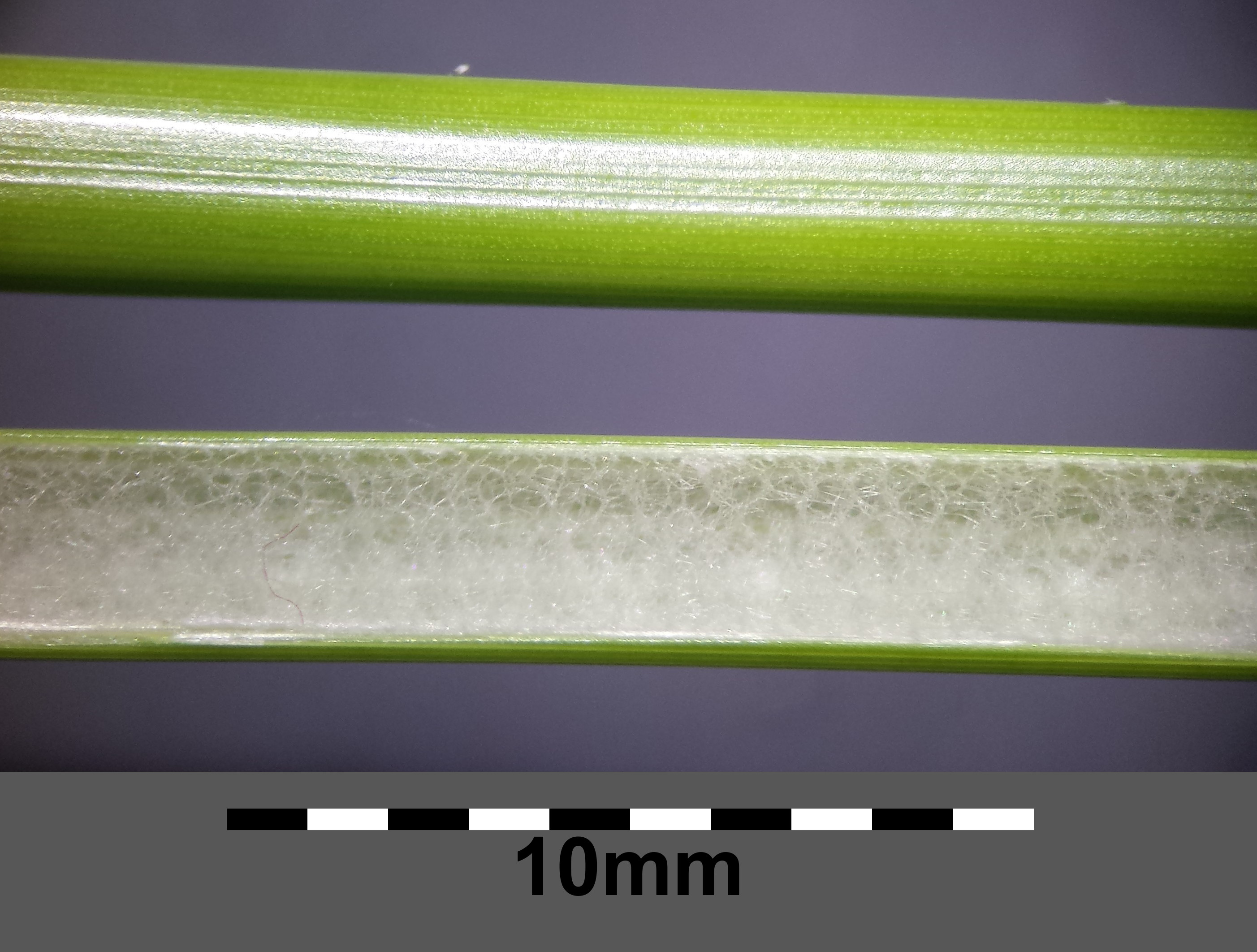
Der Stängel ist außen grasgrün und glänzend. Das Mark im Inneren ist zusammenhängend.

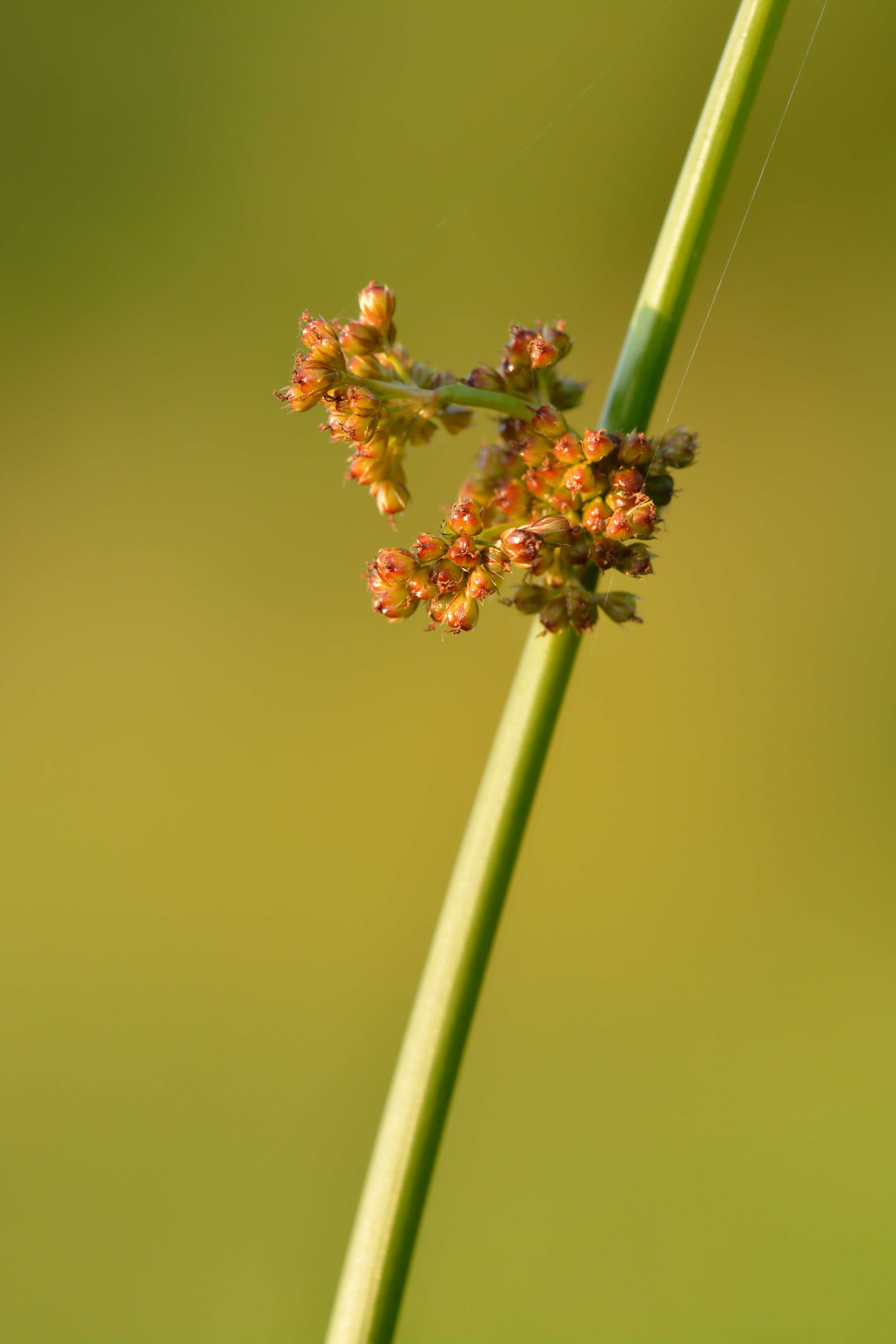
Kapselfrüchte

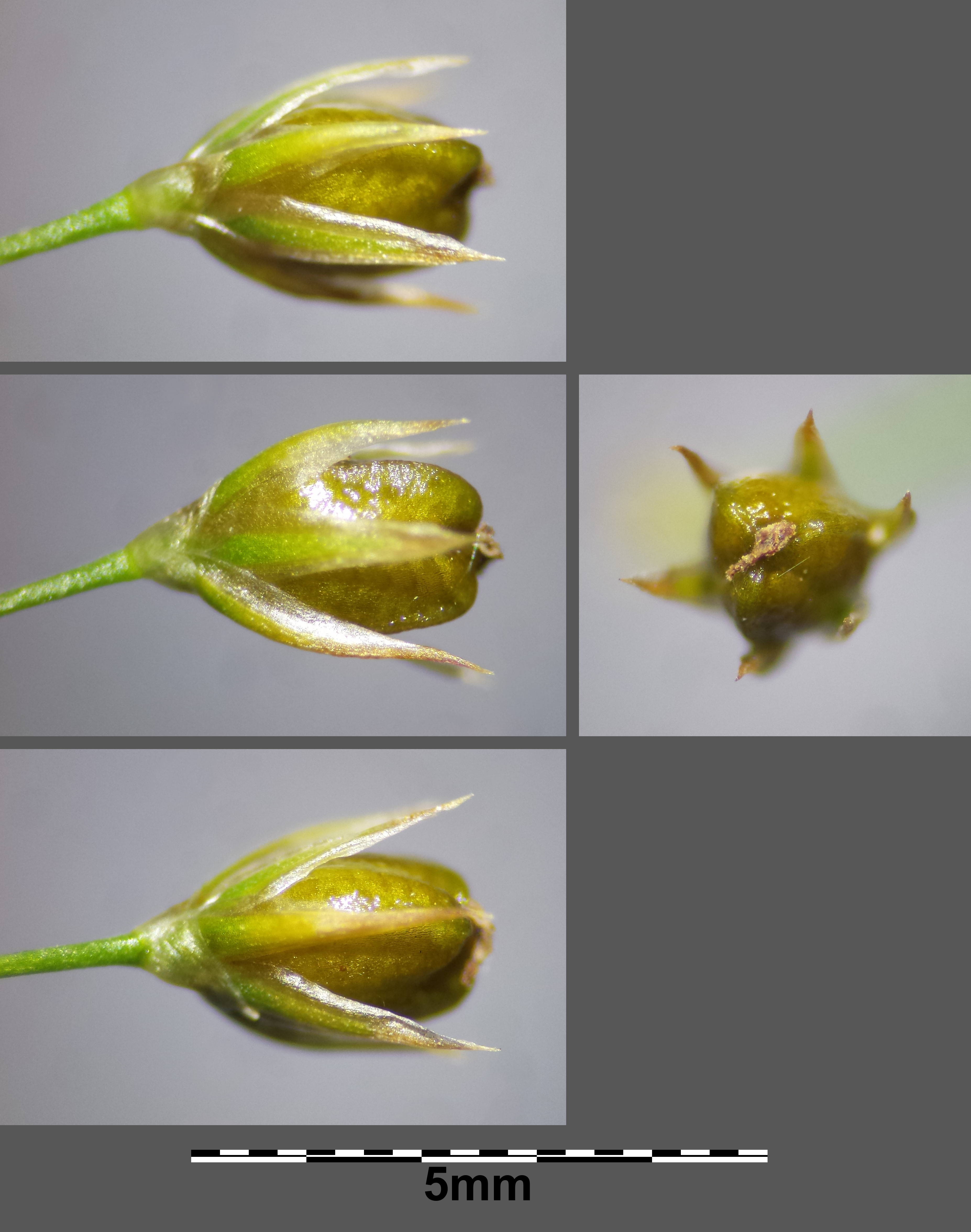
Frucht

Die Flatter-Binse oder Flatter-Simse (Juncus effusus) ist eine Art aus der Gattung der Binsen (Juncus) innerhalb der Familie der Binsengewächse (Juncaceae). Sie ist eine kennzeichnende Pflanze feuchter bis nasser Standorte.

## Beschreibung

### Vegetative Merkmale
Die Flatter-Binse ist eine ausdauernde krautige Pflanze, die Wuchshöhen von (10 bis) 30 bis 120 Zentimetern erreicht. Sie bildet oft große Horste. Die Stängel wachsen starr aufrecht. Sie sind rund und glatt, seltener leicht gestreift. Stängel und Blätter sind grasgrün und von einem nicht gekammerten Mark erfüllt. Die Stängel tragen nur ein den Blütenstand überragendes Blatt. Die basalen Blattscheiden sind rotbraun bis schwarzbraun, nicht glänzend und spreitenlos.

### Generative Merkmale
Die Blütezeit der Flatter-Binse erstreckt sich von Juni bis August. Der Blütenstand ist eine scheinbar seitenständige Spirre. Diese ist locker ausgebreitet bis seltener kopfig zusammengezogen und vielblütig. Die drei äußeren der sechs zwischen 1,5 und 2,5 Millimeter langen Perigonblätter sind etwas länger als die inneren. Sie sind grünlich mit breitem Hautrand, eiförmig und zugespitzt und stets kürzer als die Frucht. Die Einzelblüten verfügen meist nur über drei Staubblätter (Stamen), seltener sechs. Die Staubbeutel sind etwa so lang wie die Staubfäden (Filamente). Die drei Narben stehen aufrecht. Die glänzend braune Kapselfrucht ist verkehrt eiförmig bis fast kugelig, der Spitze zu stumpf dreikantig, oben etwas verbreitert und an der Spitze eingesenkt. Der Griffel sitzt in dieser Vertiefung.
Die Kapsel ist meist kürzer als die Blütenhülle. Die Samen sind etwa 0,5 Millimeter lang, schief schmal eiförmig, hell rotbraun und mit netzartiger Oberfläche.
Die Chromosomenzahl der Art ist 2n = 42 oder 40.

## Ökologie

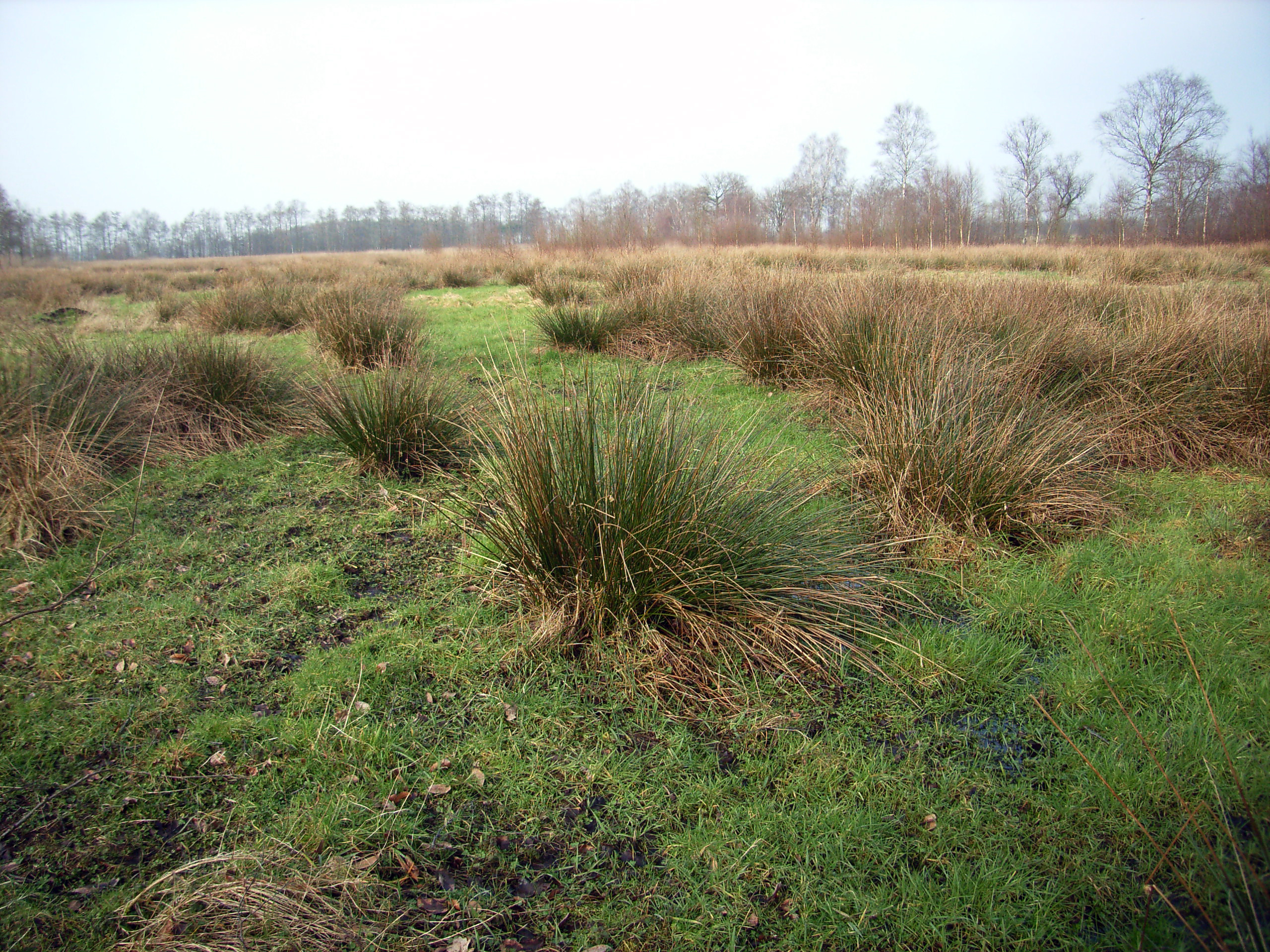
Grünland mit Juncus-Horsten

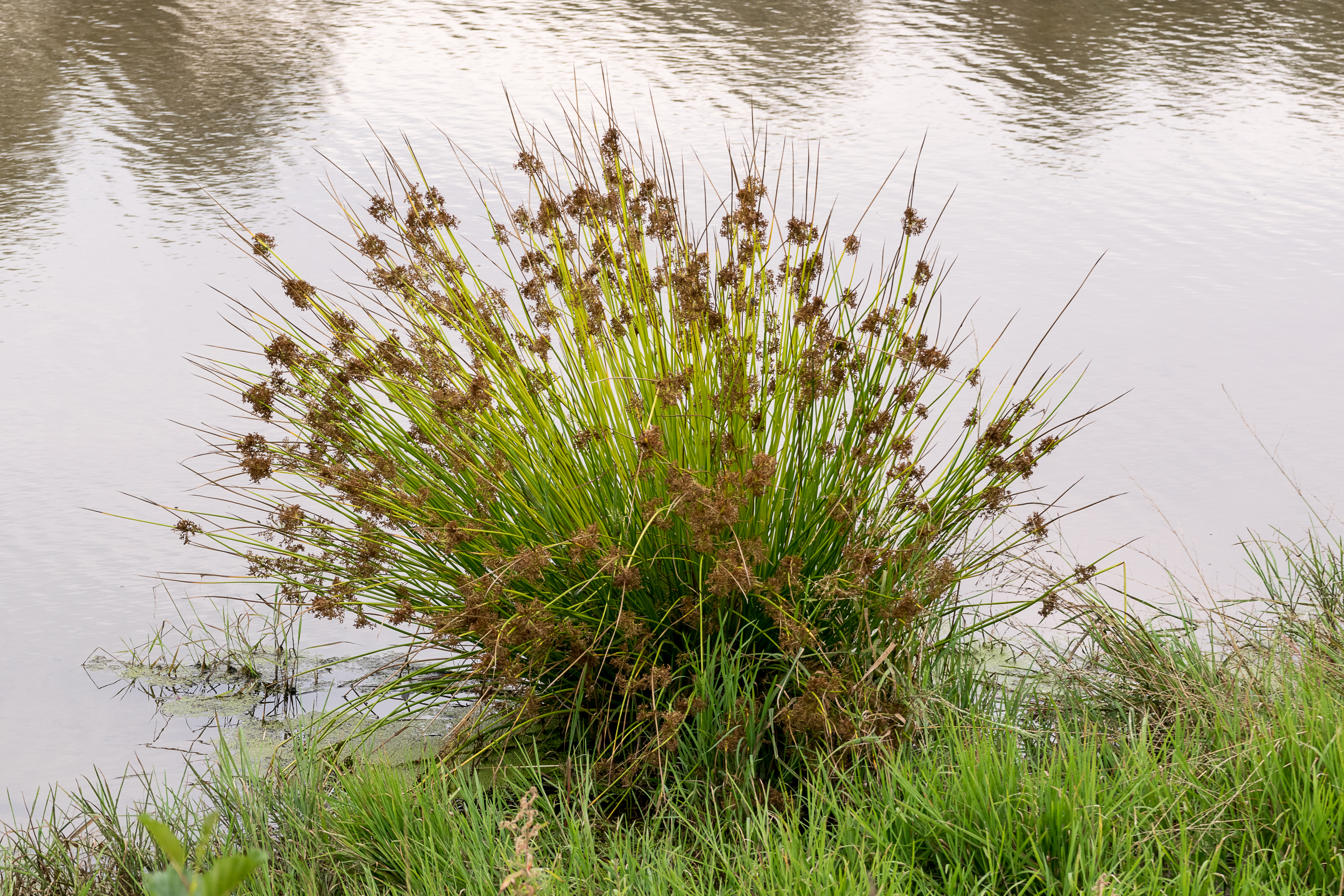
Flatter-Binse im Habitat

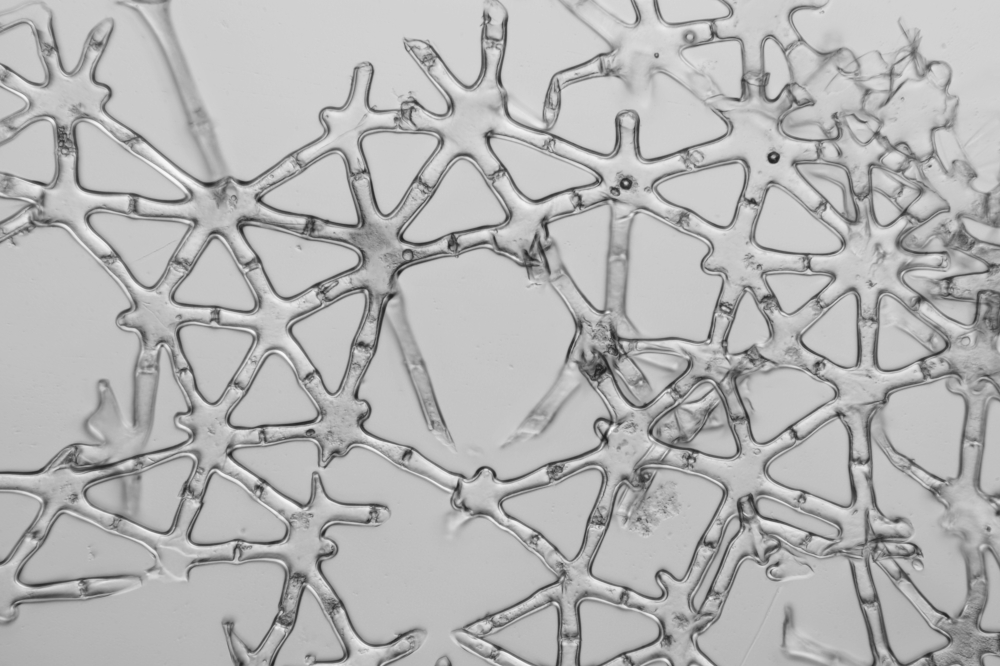
Juncus effusus, Stängelquerschnitt, Aerenchym mit sternförmigen Zellen (Sternparenchym)

Die Flatter-Binse ist eine immergrüne Horstpflanze und eine Sumpfpflanze mit langem, kriechendem Rhizom. Ihre Blätter sind reduziert. Die Photosynthese erfolgt in den bis 6 mm dicken, rundlichen Stängeln. Alle Pflanzenteile sind mit einem weißen Durchlüftungsgewebe, dem sogenannten Aerenchym, ausgestattet, das aus abgestorbenen, sternförmigen Zellen besteht, und als eine Anpassung an sauerstoffarmen Böden gedeutet werden kann. Nach Entfernen der Rinde des Stängels kann das schaumgummiartige Durchlüftungsgewebe, das auch „Mark“ genannt wird, leicht mit dem Fingernagel herausgeschoben werden. Die schwach vorweiblichen Blüten öffnen sich gleichzeitig in „Pulsen“. Die Blütezeit erstreckt sich von Juni bis August. Die Bestäubung der Blüten erfolgt durch den Wind (Anemophilie).
Die reichblütigen Spirren überwintern. Dadurch, dass das stängelartige Tragblatt den Stängel direkt fortsetzt, steht der Blütenstand scheinbar seitenständig.
Die Früchte sind fachspaltige Kapseln und betätigen sich als Wind- und Tierstreuer. Die winzigen Samen werden als Körnchenflieger weiter ausgebreitet und, da sie nass gut haften, auch als Klebhafter; sie sind Lichtkeimer.
Vegetative Vermehrung erfolgt durch Verzweigung des kriechenden Rhizoms.
Als Halblicht- bis Volllichtpflanze erträgt die Flatter-Binse keine Beschattung. Ihr ökologischer Schwerpunkt liegt auf feuchten, sauren, stickstoffarmen bis mäßig stickstoffreichen Böden. Sie wird im Feuchtgrünland durch Beweidung gefördert, da sie vom Vieh ungern gefressen wird und durch Tritt vegetationslos gewordene Stellen rasch besiedeln kann. Aufgrund ihrer hohen Ausbreitungskraft und Konkurrenzfähigkeit gegenüber anderen Grünlandarten kann sie artenarme Bestände entwickeln und gilt daher als „Weideunkraut“. Kennzeichnend sind die aus dem abgeweideten Grünland herausragenden Horste. Das Binsengewächs ist kennzeichnend für die Pflanzengesellschaft der Flatterbinsen-Weide (Epilobio-Juncetum effusi), eine Gesellschaft auf durch Viehtritt verdichteten, stau- oder sickernassen, nährstoffreicheren Standorten. Diese kommt oft kleinflächig auch in Senken oder an Quellaustritten in Weidegebieten vor; teilweise auch bei Schäden der Vegetationsnarbe durch Fahrzeuge.

## Verbreitung und Standort
Die Flatter-Binse ist weltweit vor allem in den gemäßigten Breiten der Nordhalbkugel häufig, in den Tropen findet sich die Art verbreitet insbesondere in höheren Regionen, in den Anden zum Beispiel in Höhen von bis zu 3600 Meter. In den gemäßigten Breiten der Südhalbkugel hingegen ist sie nur zerstreut anzutreffen. In Europa kommt sie in allen Ländern außer in Moldau vor. In Australien und in Südafrika ist sie ein Neophyt.
In den Allgäuer Alpen steigt sie zwischen Altstädtner Hof und Sonnenkopf östlich Fischen in Bayern bis zu 1440 m Meereshöhe auf. Im Stubaital in Tirol erreicht sie 1520 Meter, im Puschlav 2100 Meter.
Sie wächst an feuchten bis nassen Standorten wie Feuchtwiesen und Nassweiden, Moore, an Wegrändern oder in Waldschlägen und bevorzugt sicker- bis staunasse, nährstoffreiche, meist kalkarme, mäßig saure Lehm- oder Torfböden. Sie ist ein Anzeiger für Bodenverschlämmung, Staunässe und für anthro-zoogne Störungen. In Mitteleuropa ist sie pflanzensoziologisch eine Charakterart des Epilobio-Juncetum effusi aus dem Verband Calthion, kommt aber auch in Gesellschaften der Verbände Molinion, Agropyro-Rumicion oder denen der Ordnung Atropetalia vor.
Die ökologischen Zeigerwerte nach Landolt et al. 2010 sind in der Schweiz: Feuchtezahl F = 4w+ (sehr feucht aber stark wechselnd), Lichtzahl L = 3 (halbschattig), Reaktionszahl R = 2 (sauer), Temperaturzahl T = 3+ (unter-montan und ober-kollin), Nährstoffzahl N = 4 (nährstoffreich), Kontinentalitätszahl K = 3 (subozeanisch bis subkontinental).

## Taxonomie und Systematik
Die Flatter-Binse wurde 1753 von Carl von Linné in Species Plantarum, Tomus 1, S. 326 als Juncus effusus erstbeschrieben. Das Artepitheton effusus ist lateinischen Ursprungs von effundere = „ausgießen, ausbreiten“ und bezieht sich auf die locker ausgebreiteten, „flattrigen“, Blütenstände der Binse. Ein Synonym von Juncus effusus L. ist Agathryon effusum (L.) Záv. Drábk. & Proćków.
Nach Kirschner, J. et al. (2002) werden fünf Unterarten unterschieden:
- Juncus effusus subsp. austrocalifornicus Lint: Sie kommt in Kalifornien und im nordwestlichen Mexiko vor.[6]
- Juncus effusus subsp. effusus (Syn.: Juncus bogotensis Kunth): Nordhalbkugel südlich bis Südamerika
- Juncus effusus subsp. laxus (Robyns & Tournay) Snogerup: Sie kommt auf Madeira, auf den Kanarische Inseln, in Madagaskar, Kenia, Simbabwe, Ruanda, Burundi, Uganda, Tansania, Zaire und auf Mauritius vor.[6]
- Juncus effusus subsp. pacificus (Fernald & Wiegand) Piper & Beattie: Sie kommt von Alaska bis Kalifornien vor.[6]
- Juncus effusus subsp. solutus (Fernald & Wiegand) Hämet-Ahti: Sie kommt im Osten und im Zentrum Nordamerikas vor.[6]

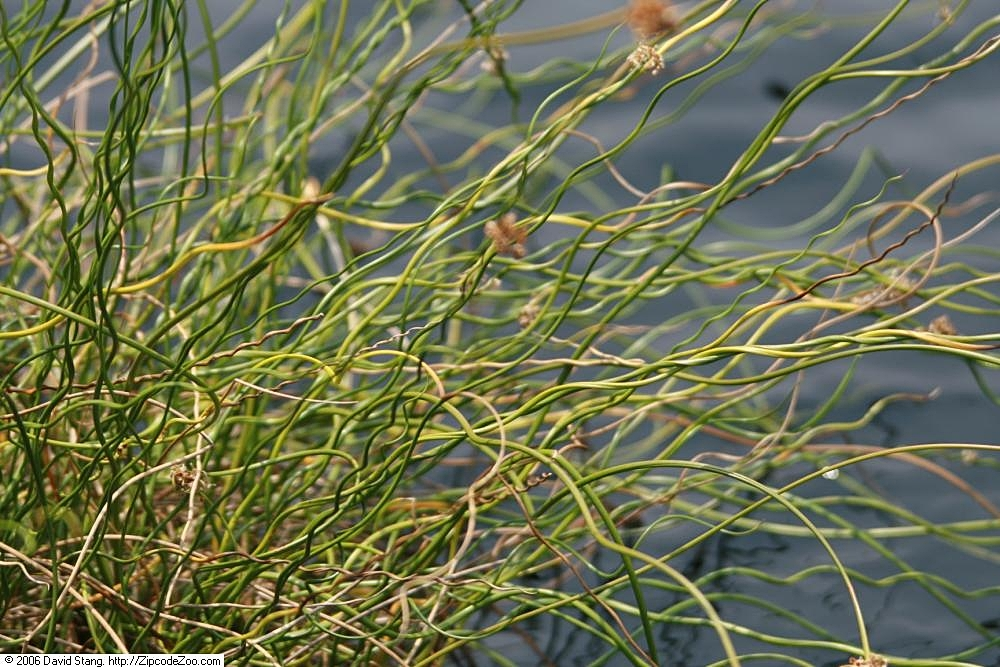
Juncus effusus 'Spiralis'

## Verwendung
Die Flatterbinse wird als Zierpflanze für den Innen- und Außenbereich verwendet. Cultivare sind Spiralis mit gedrehten Blättern, Aurius striatus mit gelb gestreiften Blättern, Golden Line und Pencil Grass.
In vorindustrieller Zeit wurde der schaumstoffartige Innenkern auch als Docht in Öllampen verwendet.
In Japan werden aus Flatter-Binsen, auf japanisch イグサ Igusa genannt, noch heute die gewobenen Oberseiten der traditionellen Tatami-Matten mit Reisstrohkern gefertigt. Die benötigten Binsen werden im Frühjahr über Rhizomabschnitte vermehrt und ähnlich wie beim Reisanbau auf bewässerten Feldern angebaut. Geerntet wird im August, wenn die Binsen etwa einen Meter hoch sind, also etwas länger als die klassische Breite eines Tatami von 85 bis 95 cm. Der Anbau erreichte sein Maximum mit 12.300 ha Anbaufläche Mitte der 1960er Jahre, geht seitdem aber stetig zurück, da der Bedarf an Tatami durch die zunehmend westliche Wohnweise in Japan immer weiter sinkt.